# Curtiss-Reid Rambler
Reid Rambler, sau này là chi nhánh Curtiss-Reid sau khi Reid bị Curtiss mua lại, Rambler là một loại máy bay thể thao/huấn luyện hai tầng cánh chế tạo tại Canada vào đầu thập niên 1930 và được sử dụng một số lượng nhỏ làm máy bay huấn luyện thuộc Không quân Hoàng gia Canada.

## Tính năng kỹ chiến thuật
Đặc điểm tổng quát
- Kíp lái: 2
- Chiều dài: 7.31 m (24 ft 0 in)
- Sải cánh: 10.06 m (33 ft 0 in)
- Chiều cao: 2.44 m (8 ft 0 in)
- Diện tích cánh: 22.1 m2 (238 ft2)
- Trọng lượng rỗng: 488 kg (1.075 lb)
- Trọng lượng có tải: 749 kg (1.650 lb)
- Powerplant: 1 × de Havilland Gipsy II, 90 kW (120 hp)

Hiệu suất bay
- Vận tốc cực đại: 180 km/h (112 mph)
- Tầm bay: 170 km (118 dặm)
- Trần bay: 4.270 m (14.000 ft)